# Lijst van burgemeesters van Naaldwijk
Dit is een lijst van burgemeesters van de voormalige Nederlandse gemeente Naaldwijk tot die gemeente per 1 januari 2004 is opgegaan in de gemeente Westland.
| Ambtsperiode | Naam burgemeester                           | Partij of stroming | Bijzonderheden                                                     |
| ------------ | ------------------------------------------- | ------------------ | ------------------------------------------------------------------ |
| 1822 - 1839  | Arij Pijnacker Hordijk                      |                    | eerst schout                                                       |
| 1840 - 1851  | mr. J.J. Nederburgh                         |                    |                                                                    |
| 1851 - 1881  | Jacob Adriaan van der Goes (1808-1881)      |                    | 1852 - 1856 en opnieuw 1862 - 1881 tevens burgemeester van De Lier |
| 1881 - 1889  | jhr. mr. Willem Theodoor Cornelis van Doorn | Liberale Unie      |                                                                    |
| 1889 - 1900  | Claas Jan Mathijs Noorduyn                  |                    |                                                                    |
| 1901 - 1906  | Anthony Ruterus van Beekum Maurisse         |                    |                                                                    |
| 1906 - 1926  | Hendrik Jacob Herman Modderman jr.          |                    |                                                                    |
| 1927 - 1943  | Th.P.J. Elsen                               |                    |                                                                    |
| 1943 - 1945  | E.G. Bisschop                               | NSB                |                                                                    |
| 1945? - 1946 | Th.P.J. Elsen                               |                    |                                                                    |
| 1947 - 1958  | Simon (S.) Hoogenboom                       | ARP                |                                                                    |
| 1958 - 1968  | Dirk (D.) van Heyst                         | ARP                |                                                                    |
| 1968 - 1974  | Pieter Willem Hordijk                       | ARP                |                                                                    |
| 1974 - 1993  | Jan (J.) de Bruin                           | ARP / CDA          |                                                                    |
| 1993 - 2004  | Ties (T.) Elzenga                           | CDA                |                                                                    |